# Orte (stacja kolejowa)
Orte (wł: Stazione di Orte) – stacja kolejowa w Orte, w prowincji Viterbo, w regionie Lacjum, we Włoszech.
Stacja na linii Florencja-Rzym, jest ważnym węzłem kolejowym, gdyż rozpoczyna się tu liniia do Ankony, i bezpośrednio (za pomocą połączenia Orte Nord i Orte Sud) z szybką koleją Florencja-Rzym.
Kiedyś była to również stacja końcowa dla linii z Civitavecchia, obecnie nieistniejąca.
Stacja znajduje się na regionalnej linii FR1 (Orte ↔ Port lotniczy Fiumicino).

## Charakterystyka
Stacja posiada budynek pasażerski w którym mieści się bar, kiosk, kasa, poczekalnia i toalety.
Posiada cztery perony i siedem torów wykorzystywanych do przewozów pasażerskich.